# Ashton Holmes
Ashton Holmes est un acteur américain né à Albany, New York (États-Unis) le 17 février 1978.

## Biographie
Ashton Holmes est né 17 février 1978 à Albany, New York (États-Unis).
Dès son jeune âge il a commencé à prendre des cours de théâtre et a joué dans le théâtre communautaire. Il a fréquenté l'Académie d'Albany.
Il a également été le chanteur du groupe Method of Groove.
Au cours de sa dernière année d'étude, il fréquente l'institut de théâtre de New York, pour tous les aspects de formation théâtrale.

## Filmographie

### Cinéma

#### Longs métrages
- 1997 : Advising Michael de Chris Stearns : Jeff
- 2003 : Raising Hell de Brandon Bethmann et Eric Szmyr : Zach Alder
- 2005 : A History of Violence de David Cronenberg : Jack Stall
- 2006 : Le Guerrier pacifique (Peaceful Warrior) de Victor Salva : Billy Sands
- 2007 : Smart People de Noam Murro : James Wetherhold
- 2007 : Normal Adolescent Behavior de Beth Schacter : Sean
- 2007 : Wind Chill de Gregory Jacobs : le jeune homme
- 2007 : What We Do Is Secret de Rodger Grossman : Rob Henley
- 2012 : The Divide de Xavier Gens : Adrien
- 2017 : Acts of Violence de Brett Donowho : Roman
- 2018 : Imperfections de David Singer : Alex

#### Courts métrages
- 2004 : A Million Miles to Sunshine de Wendy Chan : Rice
- 2020 : Noble Silence de George Kareman : L'homme qui part
- 2022 : Six de L. Gustavo Cooper : Porter

### Télévision

#### Séries télévisées
- 2002 - 2003 : On ne vit qu'une fois (One Life to Live) : Greg
- 2003 : New York, unité spéciale (Law and Order : Special Victims Unit) : Davis Harrington
- 2004 : Cold Case : Affaires classées (Cold Case) : Sean Morgan / Bobby Gordon
- 2005 : Timeless : Narrateur
- 2005 : Ghost Whisperer : Kirk Jensen
- 2006 : Boston Justice : Scott Little
- 2008 : Numb3rs : Emerson Laidlaw
- 2009 : New York, section criminelle (Law and Order : Criminal Intent) : Hank
- 2009 : Les Experts (CSI : Crime Scene Investigation) : Sam
- 2009 : Dr House (House M.D.) : Scott
- 2010 : L'Enfer du Pacifique (The Pacific) : Sid Phillips
- 2010 : Nikita : Thom
- 2011 : Lie to Me : Zach Morstein
- 2011 - 2012 : Revenge : Tyler Barrol
- 2013 : Supernatural : Ephraim
- 2014 : Esprits criminels (Criminal Minds) : Finn Bailey
- 2015 : Motive : Perry Doyle
- 2016 : Stitchers : Nick Mero
- 2017 : Being Mary Jane : Garrett Keswick
- 2018 : Arrow : Eric Cartier Jr.
- 2020 : Harry Bosch (Bosch) : Roger Dillon
- 2021 : NCIS : Hawai'i : Eddie Foreman